# Université fédérale de Kazan

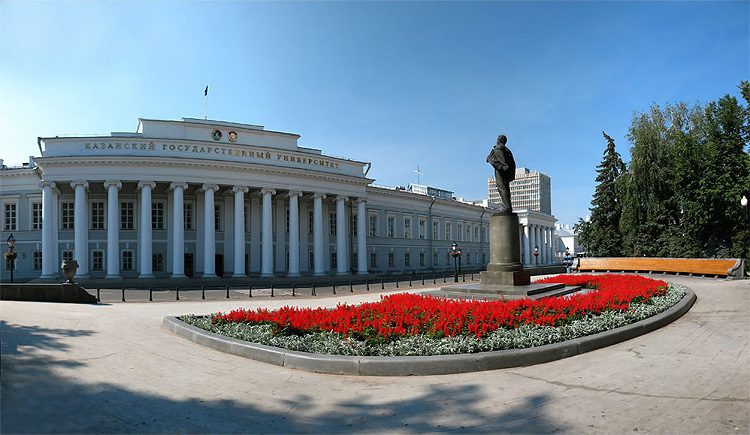
Façade du bâtiment principal

Pour les articles homonymes, voir KFU.
L'université fédérale de Kazan (en russe : Казанский (Приволжский) федеральный университет ; en anglais, Kazan Federal University ou KFU), ou КФУ, est l'une des dix universités fédérales de Russie et la plus ancienne après celle de Moscou. Elle a été fondée à Kazan en 1804. Son recteur depuis 2010 est Ilchat Gafourov. Elle accueille près de 50 000 étudiants.

## Historique
L'université a été fondée en 1804 sous le règne d'Alexandre Ier, en continuité avec le lycée classique de Kazan. Elle s'appelait « université impériale de Kazan », jusqu'à la révolution de février 1917, « université d'État de Kazan », jusqu'en 1924, puis « université d'État V.I. Oulianov-Lénine de Kazan ». Depuis 2009, son nom officiel est « université fédérale de Kazan (de la Volga) », ce qui a été validé par le ministère de l'Éducation en 2011. 
En 1814, l'université est partagée en plusieurs départements: sciences politiques et morales, sciences physiques et mathématiques, sciences médicales et enfin département de littérature. Le bâtiment principal, de style néoclassique, est construit avec ses colonnades entre 1825 et 1830. C'est de cette époque que datent les bibliothèques, les laboratoires de chimie, le théâtre anatomique, l'observatoire astronomique, etc.
La revue Mémoires scientifiques de l'université de Kazan date de 1834. En 1835, Nicolas Ier organise l'université en trois facultés : la faculté de philosophie (avec le département des lettres et celui de physique et mathématiques); la faculté juridique et la faculté de médecine. Dans les années 1850, tous les documents et collections ayant trait à l'Orient sont transférés à la nouvelle faculté orientale de l'université de Saint-Pétersbourg.
L'université est partagée en quatre facultés en 1863 : la faculté historico-philologique; la faculté physico-mathématique; la faculté juridique et la faculté de médecine.
Elle reçoit l'ordre du Drapeau rouge du Travail en 1955. Elle est agrandie à la fin des années 1970 avec des bâtiments modernes et un grand complexe sportif en 1989, année où l'université est décorée de l'ordre de Lénine.
En 2015, dans le jardin du rectorat, l'Allée de la gloire a été ouverte pour le 70e anniversaire de la Victoire dans la Grande Guerre patriotique. Le  monument à l’effigie du poète Moussa Djalil y a été installé un an plus tard à l'occasion du 110e anniversaire de sa naissance.
En 2020, l'université accueille 50 200 étudiants (dont 9 654 des anciens pays de l'URSS ou de l'étranger). Les employés de l'université sont au nombre de 10 000, dont plus de 4 000 enseignants et chercheurs.
En septembre 2023, les observatoires astronomiques de l'université fédérale de Kazan, comprenant l'observatoire astronomique de l'université de Kazan (ru) et l'observatoire astronomique Engelhardt, sont inscrits sur la liste du patrimoine mondial par l'UNESCO.

## Structure
L'université est dirigée par son président, le recteur, les prorecteurs et le conseil scientifique.
Le conseil de surveillance est chargé des questions financières de l'université.
Le conseil de fondation comprend des cadres influents du Tatarstan et est chargé de superviser et d'aider au développement global de l'université.
Le conseil de surveillance et le conseil de fondation sont dirigés par le président du Tatarstan Roustam Minnikhanov.

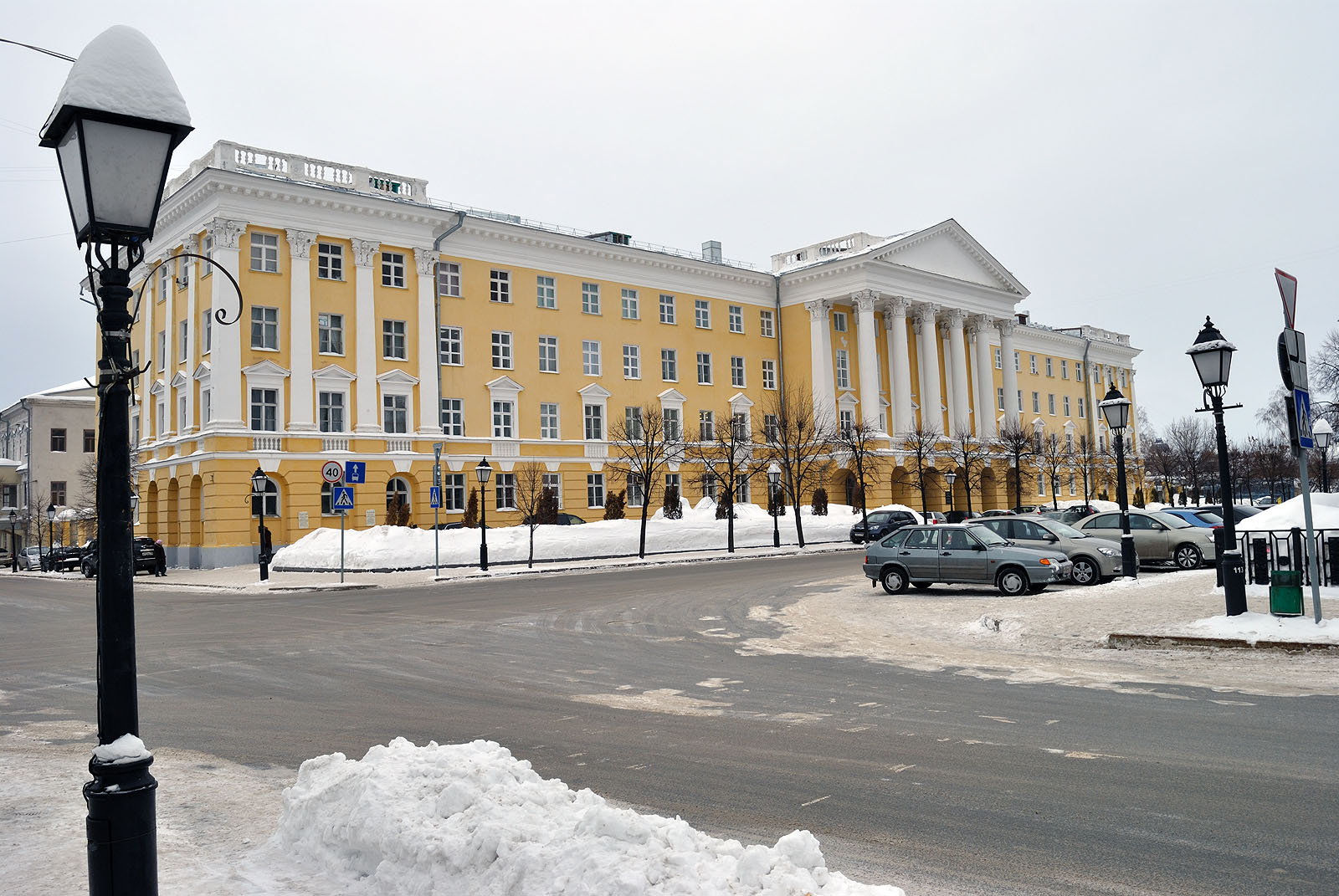
Façade de l'institut de chimie Boutlerov, construit en 1953

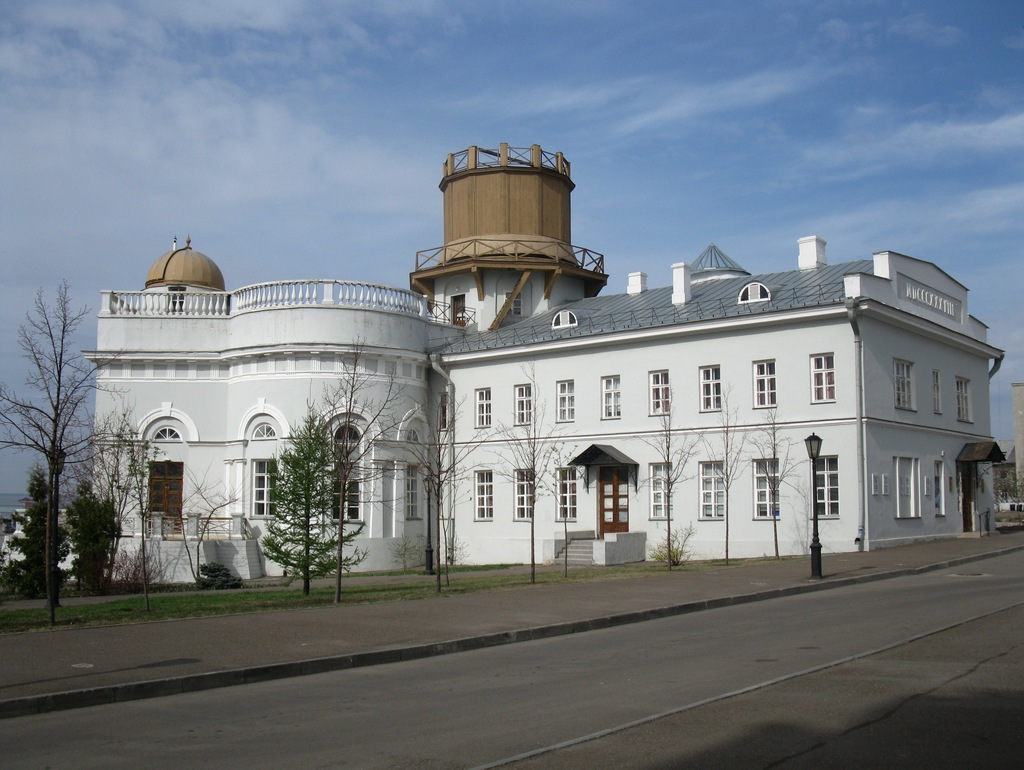
Vue de l'observatoire de l'université de Kazan

L'université s'est restructurée en 2011 et comprend :
- Institut de médecine fondamentale et de biologie ;
- Institut des sciences environnementales ;
- Institut de géologie et de technologies pétrolières ;
- Institut de mathématiques et de mécanique Lobatchevski ;
- Institut de physique ;
- Institut de chimie Boutlerov ;
- Institut de gestion, d'économie et de finance ;
- Faculté de droit ;
- École supérieure de technologie informatique et des systèmes d'information ;
- Institut de mathématique calculatoire et de technologie informatique ;
- Institut des sciences sociales et philosophiques et des communications de masse ;
- Institut de relations internationales ;
- Institut d'enseignement et de psychologie ;
- Institut d'ingénierie ;
- École de commerce ;
- École d'administration publique.

De plus l'université de Kazan dispose d'antennes à Naberejnye Tchelny et à Ielabouga.
L'université gère également deux écoles secondaires (lycées) : le lycée informatique et le lycée Lobachevsky.

## Fondations
L'université de Kazan a fondé un certain nombre d'établissements éducatifs : le collège écologique de Kazan, l'université corporative de la Sberbank, le jardin zoobotanique de Kazan, l'observatoire astronomique de l'université de Kazan et autres.

## Personnalités de l'université
Parmi les anciens étudiants ou professeurs, l'on peut distinguer par ordre alphabétique :
- Walter Anderson (1885–1962), folkloriste allemand
- Mili Balakirev (1837–1910), compositeur
- Andreï Beketov (1825-1902), botaniste
- Nikolaï Beketov (1827–1911), chimiste
- Vassili Bervi (1829-1918), auteur révolutionnaire
- Piotr Boborykine (1836–1921), écrivain
- Alexandre Boutlerov (1828–1886), chimiste
- Nikolaï Busch (1869-1941), botaniste
- Afanassi Chtchapov (1830–1876), historien
- Karl Ernst Claus (1796–1864), pharmacien et chimiste allemand
- Jan Niecisław Baudouin de Courtenay (1845–1929), linguiste et slaviste polonais
- Johann Friedrich Erdmann (1778–1846), médecin allemand
- Alekseï Fiodorov-Davydov (1900-1969), historien d'art soviétique
- Karl Friedrich Fuchs (1776-1846), professeur de botanique
- Evguénia Guinzbourg (1904–1977), femme de lettres et historienne
- Adolph Theodor Kupffer (1799-1865), physicien
- Vladimir Lénine (1870–1924), homme d'État et révolutionnaire
- Nikolaï Lobatchevski (1792–1856), mathématicien
- Vladimir Markovnikov (1837–1904), chimiste
- Constantin Merejkovski (1855–1921), botaniste
- Mikhaïl Magnitski (1778-1844), administrateur
- Michael Minsky (né Spirine) (1918–1988), chanteur
- Ilya Oulianov (1831-1886), père de Lénine
- Léon Tolstoï (1828–1910), écrivain et philosophe
- Nikolaï Tchebotariov (1894-1947), mathématicien
- Alexandre Zaïtsev (1841–1910), professeur de chimie organique
- Nikolaï Zinine (1812–1880), chimiste

## Installations sportives

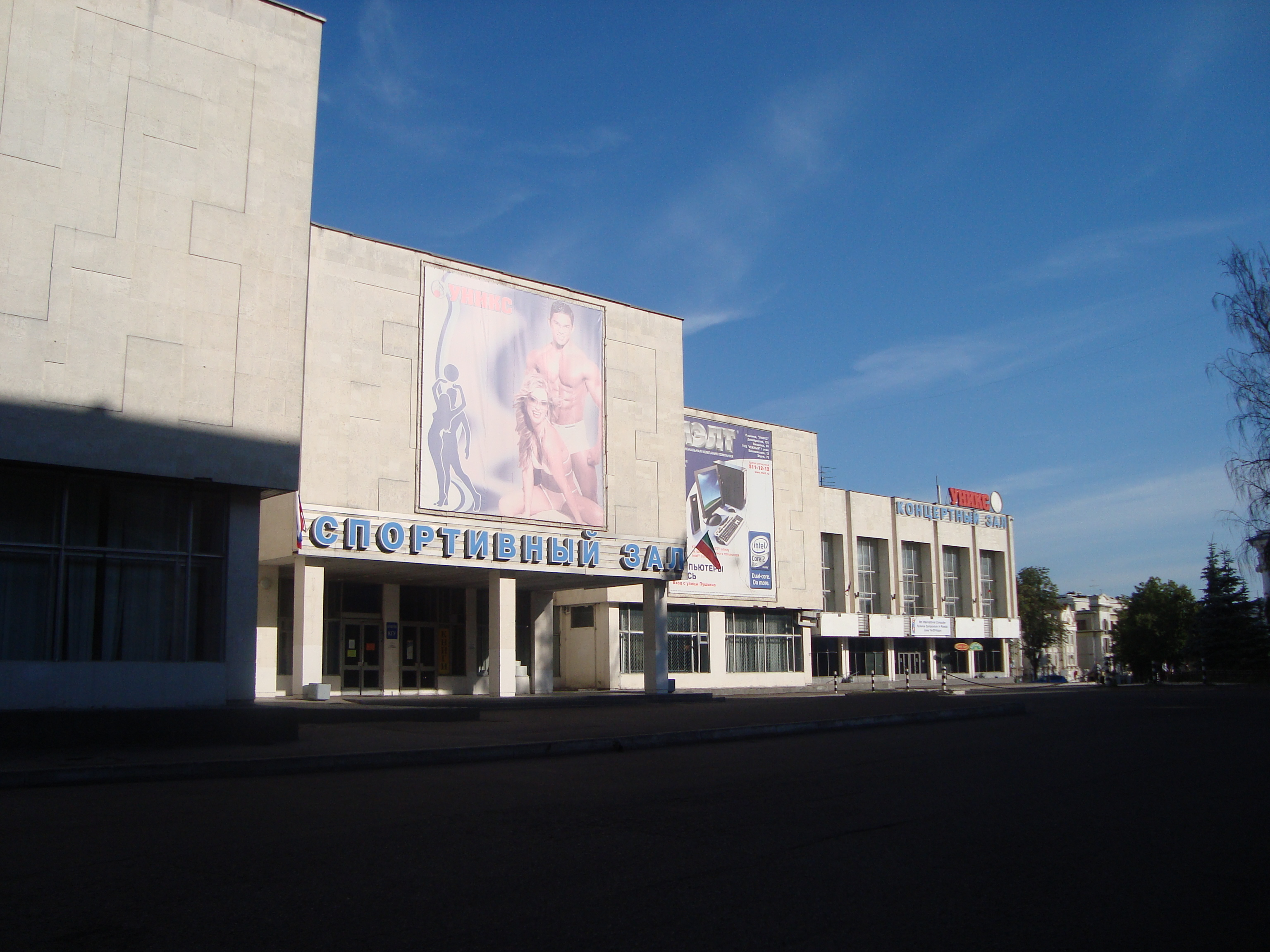
Façade de l'Ouniks

L'université de Kazan dispose de onze installations sportives. La plus importante est l'« Ouniks » pour OUNIversitet, Koultoura, Sport qui s'étend sur une surface de 15 090 mètres carrés avec une grande salle de concert de 1 107 places, une petite salle de concert de 448 places et dix stades couverts (2 920 m2).
L'autre complexe sportif « Boustan » a été inauguré le 5 mai 2010 et se compose de deux bâtiments de 3 499 m2 et 6 196 m2. On y trouve une salle universelle de sport, une piscine, une salle de musculation, et des blocs administratifs et médicaux. Ce complexe sert surtout au volley-ball, à la gymnastique artistique, à la nage et au water polo.
Le troisième complexe est le complexe « Moskva » (pour Moscou), inauguré également le 5 mai 2010 qui s'étend sur 5 148 mètres carrés. On y trouve une salle de sport, une salle de musculation, de salles pour les sports de combat, l'aérobic, l'athlétisme lourd, et des blocs administratifs et médicaux.

## Liens internationaux
L'université de Kazan a contracté des liens de coopération avec 407 d'universités et organisations étrangères des 70 pays. Elle participe aux programmes IREX, Fulbright, USIA, DAAD, TEMPUS, INCO-Copernicus, Eurasie, etc.
Elle fait partie de l'Association internationale des universités, de l'Association eurasienne des universités et d'autres associations.

### Liens connexes
- (48650) Kazanuniversity, astéroïde